# Miláček (kniha)
Miláček (ve francouzském originále Bel-Ami) je druhý román francouzského spisovatele Guy de Maupassanta, jenž byl vydán v roce 1885. Žánrově se jedná o společensko-kritický román s realistickými a naturalistickými prvky. Autor se zaměřuje spíše na syžet než na popisy prostředí.
Příběh románu se točí okolo bezcharakterního muže Georgese Duroye, který různými intrikami a zneužíváním žen stoupá po společenském žebříčku. Z mladého vojáka se tak stává jeden z nejmocnějších a nejbohatších lidí v Paříži. Sám tvůrce se ztotožňoval s Georgesem, přezdívaným Miláček, prohlášeními typu: „Já jsem Miláček!“ Autorovu sebereflexi též nalezneme ve starém básníkovi Norbertu de Varrenovi, který v dlouhém rozhovoru Miláčkovi vykládá o svém strachu ze smrti a znechucení nad životem.

## Příběh
Příběh začíná v Paříži roku 1885. Hlavním protagonistou příběhu je Georges Duroy, bývalý voják, který po tři roky sloužil v Alžírsku. Již šestým měsícem se živí jako úředník a přežívá na hranici chudoby. Pocit chudoby, znuděnost a veškerá absence jakéhokoliv uznání a moci v něm vyvolávají silné touhy po obrodě. Potkává svého přítele z armády, Charlese Forestiera, kterému se svěřuje se svým problémem. Ten mu umožňuje, aby se stal redaktorem listu La Vie Française, a zahájil tak kariérní život člověka na úrovni. Duroy se seznamuje s manželkou Forestiera Madelaine Forestierovou (představena mu je, když žádá na večeři u svého přítele Charlese o místo v La Vie Française), kterou další den požádá o pomoc s prvním článkem, jenž od něj požaduje vlastník novin pan Walter. První článek od Madelaine, jímž se hlavní hrdina s hrudí vzpřímenou chlubí, kde může, je na světě. Jeho kariérní život na první pohled připomíná bublinku ve vodě. Z řádového bezvýznamného zaměstnance La Vie Française se stává vlivný a důležitý šéfredaktor s velkým politickým vlivem. Jeho soukromý život nezahálí daleko za jeho profesním životem. Forestiovi s vlivnými politickými konexemi ho představují svým přátelům. Seznamuje se s Clotildou de Marelle, jejíž manžel pravidelně odjíždí na dlouhé pracovní cesty, a její dcerou Laurine de Marelle, která mu dává přezdívku Miláček, jež se pro něj uchytí v rámci známých a i majitel novin pan Walter jej tak někdy nazývá, a možná je v tom i něco víc, než jen výraz toho, jak je na ni milý. V blízkosti Georgese totiž zprvu Laurine odhazuje svou, na dítě až zvláštní, přísnost a začíná si hrát. Laurinin dobrý vztah k Duroyovi ale končí při vzniku vztahu Georgese s Madeleine. Georges Clotildu svádí a stává se jejím milencem. Tento vztah se tak nějak táhne celým příběhem, kdy ovšem prochází otřesy, ať už tím, že se hrdina ocitne na mizině, tak tím, že si později vezme za ženu Madelaine a nakonec Walterovu dceru Suzanne, ale to předbíháme. Mezitím Forestier, který je stále jeho nadřízeným, uráží Duroye a ten s pochroumaným egem nepřichází na nic lepšího než, že svede Madelaine. Výsledkem jeho snahy je několik jízlivých a cynických komentářů paní Forestiové a nabídka, aby se stali pravými přáteli bez vedlejších motivů.
O několik měsíců později se zhoršuje dlouhodobě zanedbávaný zdravotní stav Forestiera. Odjíždí s Madelaine na jih Francie s vírou brzkého uzdravení. Brzy poté od ní Georges obdrží dopis, zda by jí pomohl při těžkých, posledních chvílích svého manžele Charlese. Zdánlivě smutná a pochmurná situace se ukazuje být velmi výhodnou. Záhy po posledním výdechu ukončující dlouhá těžká muka umírajícího muže žádá Duroy Madelaine v přítomnosti nebožtíka o možnost stát se v budoucnu jejím manželem ruku. Madelaine si nechává pár týdnů na rozmyšlenou, nakonec souhlasí. Zároveň jej ale upozorňuje, že manželství zrovna moc vážně nebere a že chce, aby ji v něm dal naprostou volnost. Duroy přijímá pod vlivem Madelaine, která to chce, šlechtickou podobu jména Du Roy a jede s paní Du Royovou na venkov za svými rodiči. Romantické představy Madelaine jsou ovšem na míle daleko od řádně zrezivělého podnosu událostí, jež se udály v kouzelné mimoměstské přírodě. Z pana a paní Duroy hostinských se nejlépe předvedla matka, na niž aristokraticky působící Madelaine působila spíš jako žena nevalné pověsti (možná až prostitutka), než jako dobrá manželka. Vracejí se a podobně jako za starých časů Madelaine psala články za Charlese, nyní pomáhá tvořit i Georgeovi. V práci na to více než málo upozorňují tím, že ho označují za Forestiera. Začíná z toho být na nebožtíka až chorobně žárlivý. Proto nutí Madelaine, aby přiznala nevěru svému bývalému manželovi. Svého dosáhne pouze částečně. Madelaine pouze naznačuje, že Charlesovi nasadila parohy, ale celá situace se tím jenom zhoršila. Georges ztrácí zájem o Madelaine a vrací se k zájmu o peníze a moc.
Aby se dokonale zbavil své žárlivosti na nebožtíka, začíná aféru s Virginii Walterovou, pobožnou a věrnou manželkou vlastníka listu La Vie Française, která nikdy před tím neměla milence. Po velice obtížném a zdlouhavém svádění se do Georgese velmi zamiluje. Tolik, že mu to začíná být až protivné. Nic na tom nemění ani s její pomocí dosažené zisky. Du Roye několik následujících měsíců obtěžuje a snaží se mu opět zalíbit. Mezi tím, ačkoliv je již velmi mocný a bohatý, začíná žárlit na zámožného Waltera. Chce stále více a více. Oblouzňuje hezčí z dcer Walterových Suzanne, která se do něj zamilovává. Jeho manželka se mu stává přítěží, protože mu brání ve vztahu k Suzanne, a proto se jí zbavuje tím, že ukáže na její nevěru, o níž již nějakou dobu ví (paradoxní je, že jeho cizoložnictví mu nevadí), neb má přehled o tom, kam chodí. Přiměje Suzanne, aby se nechala dobrovolně unést. Ačkoliv se Virginie zmítá v záchvatech žárlivosti a cítí ke své vlastní dceři namísto mateřské lásky nenávist, Walterovým nezbývá, než Du Roy svolit ke sňatku s jeho dcerou. Celý příběh končí svatbou. Miláček začíná přemýšlet o tom, že se stane poslancem. Na závěr Clothilde odpouští Du Royovi, že si bere Suzanne Walterovou.

## Seznam postav
- Georges Duroy (Du Roy), protagonista, bývalý voják, novinář v La Vie Française, kariérista, bezcharakterní morální mrtvola. Stará se pouze o své tužby.
- Charles Forestier, Du Royův bývalý přítel v armádě, novinář
- Madeleine Forestier (Du Roy), Charlesova a později Du Royova žena, která manželům pomáhá psát články. Má mnoho politických konexí.
- Monsieur Laroche-Mathieu, přítel a milenec Madeleine Forestierové, člen parlamentu, později ministr, který vděčí za svou pozici a náhlé bohatství novinám La Vie Française
- Hrabě de Vaudrec, starý dlouholetý přítel, ochránce a pravděpodobně neznámý otec Madeleine Forestier (Du Roy), zřejmě je právě on tím, kdo ji podporoval, aby se dostala do vyšší společnosti, Georges Du Roy jej ale považuje za jejího milence
- Clotilde de Marelle, Forestierova kamarádka, jejíž manžel často odjíždí na dlouhé služební cesty. Du Roy se stává jejím milencem. Velmi se mu podobá po osobnostní stránce. Ze všech milenek ji je nejvěrnější.
- Laurine de Marelle, jejich mladá dcera, která přichází s přezdívkou Miláček. Do Du Roye se zamilovává a později ho nesnáší.
- Jacques Rival, novinář
- Norbert de Varenne, starý, životem znechucený básník, který pracuje v La Vie Française, Guy de Maupassant se v něm reflektuje
- Monsieur Walter, majitel a šéfredaktor La Vie Française
- Virginie Walter, jeho žena, pobožná žena, později Du Royova milenka, nikdy před tím neměla milence
- Suzanne Walter, dcera Walterových, později Madame Du Roy
- Rachel, prostitutka, Georges s ní nejdříve spí, pak jí opovrhuje

## Jazyk a kompozice
Kniha je psána chronologicky v er-formě. Příběh je vyprávěn neosobním vypravěčem. Je použit převážně spisovný jazyk. Hovorová a nespisovná slovní zásoba se v románu vyskytuje velmi zřídka.

## Adaptace

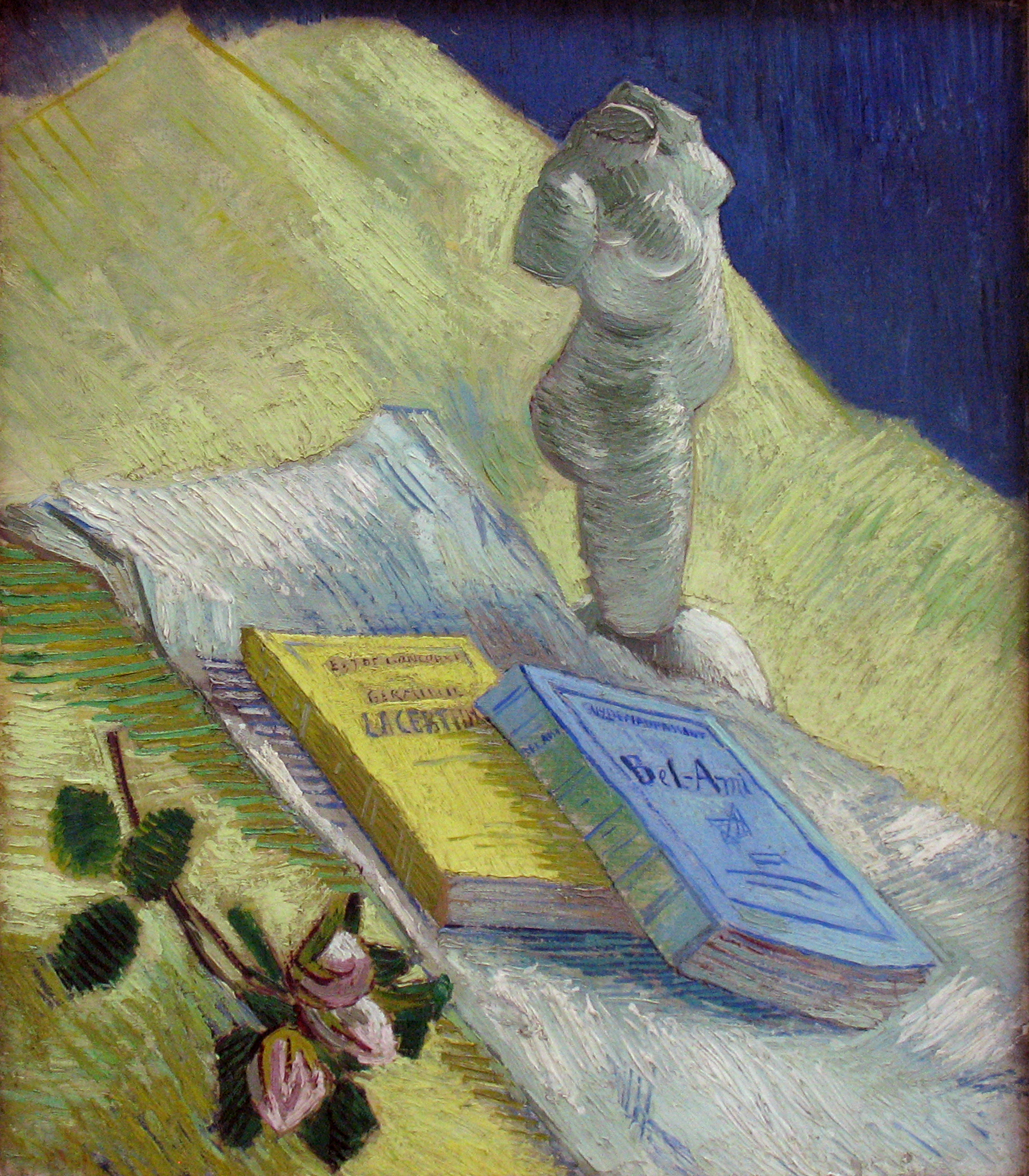
Zátiší se soškou a dvěma knihami od Vincenta van Gogha (Kröller-Müller Muzeum)

### Film a televize
- Bel Ami (1939), německý film
- The Private Affairs of Bel Ami (1947), americký film, v hlavní roli George Sanders
- Bel Ami (1955)
- Bel Ami (1971), pětidílná TV minisérie BBC[1]
- Bel Ami (1976), švédská pornografická verze, v hlavní roli Harry Reems[2]
- Bel Ami (2005), francouzský/belgický televizní film film, v hlavní roli Sagamore Stévenin[3]
- Miláček (Bel Ami, 2012), evropský koprodukční film, v hlavních rolích Robert Pattinson, Uma Thurman, Kristin Scott Thomas, Christina Ricci a Holliday Grainger

### Divadlo
Česká jevištní verzi příběhu měla premiéru 11. dubna 2008 v Městském divadle Mladá Boleslav. Režie: Pavel Khek; Petr Mikeska v roli hlavního protagonisty příběhu Georges Duroy.
V červenci 2011 byl v londýnském White Bear Theatre uveden Bel Ami: The Musical. Premiéra se konala 12. července. Hru napsala a režírovala Linnie Reedmanová s hudbou a texty od Joea Evanse.

## Kulturní vliv
Anglický spisovatel John Braine uvádí, že jeho oblíbeným autorem je Guy de Maupassant a že jeho první román Pokoj v patře (1957) byl napsán na motivy Miláčka.
Slovenský režisér, scenárista a producent gay erotických filmů Lanny Jánošov pojmenoval svou produkční společnost po tomto románu Bel Ami a sám přijal (jen mírně upravené) umělecké jméno podle hlavní postavy George Duroy.